# LFF lyga 1999
L'edizione 1999 della LFF lyga fu la decima del massimo campionato lituano dal ritorno all'indipendenza, la prima con la nuova denominazione; vide la vittoria finale dello Žalgiris Kaunas, giunto al suo 1º titolo.
Capocannoniere del torneo fu Nerius Vasiliauskas (Žalgiris Vilnius), con 10 reti.

## Formula
Si trattò di una stagione di transizione, la prima disputata seguendo l'anno solare dal 1991, con un numero di squadre ridotte. Le formazioni, infatti, passarono da 16 a 13, con le retrocesse Žalgiris Vilnius 2, Jėgeriai Kaunas, Lokomotyvas Vilnius e Mastis Telšiai sostituite dalla sola Ardena Vilnius.
Le 10 squadre si incontrarono in turni di andata e ritorno, per un totale di 18 partite per squadra; l'ultima classificata retrocesse, mentre penultima e terzultima disputarono un turno di play-off (con gare di andata e ritorno) contro la seconda e la terza classificata della I lyga per la promozione / permanenza in A Lyga.

## Classifica finale
|                     | Pos. | Squadra         | Pt | G  | V  | N | P  | GF | GS | DR  |
| ------------------- | ---- | --------------- | -- | -- | -- | - | -- | -- | -- | --- |
| Lituania (bandiera) | 1.   | Žalgiris Kaunas | 41 | 18 | 12 | 5 | 1  | 36 | 10 | +26 |
|                     | 2.   | Žalgiris        | 36 | 18 | 10 | 6 | 2  | 33 | 9  | +24 |
|                     | 3.   | Atlantas        | 33 | 18 | 9  | 6 | 3  | 34 | 24 | +10 |
|                     | 4.   | Kareda Šiauliai | 30 | 18 | 9  | 3 | 6  | 31 | 18 | +13 |
|                     | 5.   | Ekranas         | 29 | 18 | 7  | 8 | 3  | 22 | 11 | +11 |
|                     | 6.   | Inkaras Kaunas  | 29 | 18 | 8  | 5 | 5  | 25 | 18 | +7  |
|                     | 7.   | Nevėžis         | 16 | 18 | 3  | 7 | 8  | 10 | 22 | -12 |
|                     | 8.   | Banga Gargždai  | 12 | 18 | 2  | 6 | 10 | 12 | 40 | -28 |
|                     | 9.   | Ardena Vilnius  | 11 | 18 | 2  | 5 | 11 | 10 | 26 | -16 |
|                     | 10.  | Dainava Alytus  | 6  | 18 | 1  | 3 | 14 | 9  | 44 | -35 |

### Play-off
| Squadra 1                | Totale      | Squadra 2      | Andata | Ritorno |
| ------------------------ | ----------- | -------------- | ------ | ------- |
| Tauras                   | 1 - 8       | Banga Gargždai | 0 - 3  | 1 - 5   |
| Geležinis vilkas Vilnius | 1 - 1 (gfc) | Ardena Vilnius | 1 - 1  | 0 - 0   |

### Verdetti
- Žalgiris Kaunas Campione di Lituania 1999.
- Banga Gargždai ed Ardena Vilnius rimangono in LFF lyga.
- Dainava Alytus retrocesso I lyga.